# Sijerča
Sijerča (cyr. Сијерча) – wieś w Bośni i Hercegowinie, w Republice Serbskiej, w gminie Kalinovik. W 2013 roku liczyła 13 mieszkańców.